# Mioska
Mioska (en serbe cyrillique : Миоска) est un village du centre du Monténégro, dans la municipalité de Kolašin.

## Démographie

### Évolution historique de la population
| 1948 | 1953 | 1961 | 1971 | 1981 | 1991 | 2003 |
| ---- | ---- | ---- | ---- | ---- | ---- | ---- |
| 134  | 145  | 256  | 118  | 94   | 71   | 45   |